# Lycosa canescens
Lycosa canescens är en spindelart som beskrevs av Schenkel 1963. Lycosa canescens ingår i släktet Lycosa och familjen vargspindlar. Inga underarter finns listade i Catalogue of Life.